# Adam Faith
Adam Faith (23 de junio de 1940-8 de marzo de 2003) fue un cantante, actor y periodista financiero inglés. Convertido en un ídolo adolescente, llegó al número 1 de la lista de éxitos UK Singles Chart con las canciones "What Do You Want?" (1959) y "Poor Me" (1960). Fue el primer británico en colocar sus primeros siete hit singles en el top 5. Además, Faith también tuvo una exitosa carrera interpretativa, actuando en diferentes producciones cinematográficas y televisivas.

## Biografía

### Inicios
Su verdadero nombre era Terence Nelhams Wright, y nació en el barrio londinense de Acton, Inglaterra, siendo sus padres Alfred Richard Nelhams y Ellen May Burridge. Sus padres no estaban casados cuando él nació, pero contrajeron matrimonio en 1953. Tercero de cinco hermanos, Nelhams se crio en una zona de clase trabajadora de su ciudad natal, estudiando en la John Perryn Junior School. Obtuvo su primer trabajo a los 12 años, como vendedor de periódicos, actividad que compaginaba con sus estudios. 

### Carrera musical

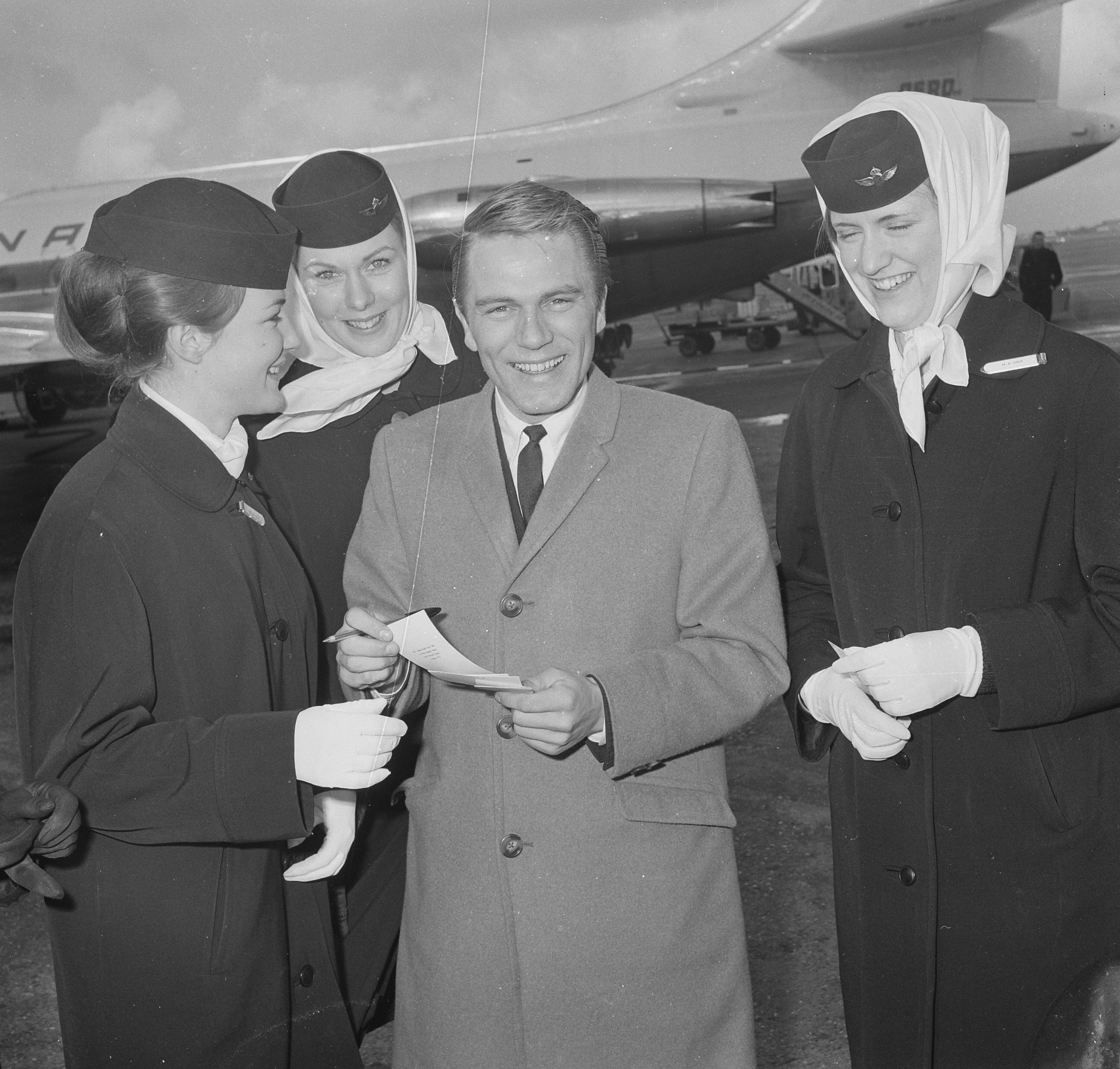
Faith en el Aeropuerto de Ámsterdam-Schiphol el 4 de abril de 1963

Faith fue una de las primeras celebridades musicales de su país. Aunque no escribía sus canciones, gran parte de su éxito se debió a la colaboración con compositores como Les Vandyke y John Barry.
Faith inició su carrera musical en 1957, cantando en el grupo de skiffle The Worried Men. Tocaban en cafés del Soho tras finalizar el trabajo, y fueron la banda del 2i's Coffee Bar, donde actuaron para el programa televisivo de la BBC Six-Five Special. El productor, Jack Good, quedó impresionado por el cantante y le consiguió un contrato para grabar discos con HMV bajo el nombre artístico de Adam Faith.
Su disco de debut, "(Got a) Heartsick Feeling" y "Brother Heartache and Sister Tears", en enero de 1958, no alcanzó las listas de éxito. Su segundo disco fue una versión de la canción de Jerry Lee Lewis "High School Confidential", a la que Hal David tituló "Country Music Holiday", pero esta grabación tampoco tuvo éxito.
En marzo de 1959 Barry le invitó a una prueba para el show de BBC TV de rock and roll Drumbeat. El productor, Stewart Morris, lo contrató para actuar en tres programas, contrato que se extendió a la temporada de 22 semanas. Su contrato con HMV había finalizado, y cantó un tema, "I Vibrate", en un EP lanzado por Fontana Records. La mánager de Barry, Eve Taylor, le contrató para Rank Organisation, pero su único disco con el sello, "Ah, Poor Little Baby"/"Runk Bunk", producido por Tony Hatch, no llegó a las listas por una falta de promoción ocasionada por una huelga nacional de imprenta.
A pesar de esos fallos, Faith se había hecho popular por sus actuaciones televisivas. Su fama en Drumbeat le valió un nuevo contrato, esta vez con Parlophone. Su siguiente disco en 1959, "What Do You Want?", escrito por Les Vandyke y producido por Barry y John Burgess, tuvo buenas críticas en NME y en otras publicaciones, y fue votado como un éxito en el show Juke Box Jury. Fue su primer número 1 en la UK Singles Chart. "What Do You Want?" fue el primer número 1 de Parlophone, siendo Faith el único artista pop del sello. 
Con sus siguientes dos singles, "Poor Me" y "Someone Else's Baby" (número 2 de su país), Faith se confirmó como un fuerte rival de Cliff Richard en la música por británica. Después lanzó "Made You"/"When Johnny Comes Marching Home", que llegó al Top 10. Su canción novedad de 1960 "Lonely Pup (In a Christmas Shop"), obtuvo un disco de plata por sus ventas. Su álbum de debut, Adam, se lanzó el 4 de noviembre de 1960 con muy buenas críticas a los arreglos de Barry y a la actuación de Faith. En el disco podía escucharse "Summertime", "Hit the Road to Dreamland", "Singin' in the Rain", el tema de Doc Pomus y Mort Shuman "I'm a Man", el de Les Vandyke "Fare Thee Well My Pretty Maid", y el de Howard Guyton "Wonderful Time".
En diciembre de 1960 fue el primer artista pop en aparecer en el show televisivo de entrevistas Face to Face, presentado por John Freeman.  Faith grabó otros seis álbumes y 35 singles, con un total de 24 entradas en las listas de éxitos, 11 entre las diez mejores, entre ellos dos números 1. Faith logró presentar veinte lanzamientos consecutivos de singles que entraron en la UK Singles Chart, el primero de ellos "What Do You Want?" en noviembre de 1959, y el último "I Love Being in Love with You" a mediados del año 1964. 
Beneficiándose del entusiasmo del público estadounidense por los artistas británicos en 1964-1965, momento del movimiento musical Invasión británica, Faith registró un single en el top 40 de la lista Billboard Hot 100, "It's Alright". En 1967 grabó la psicodélica "Cowman, Milk Your Cow", escrita por Barry Gibb y Robin Gibb, y lanzada como single en septiembre de ese año.
Además de su trabajo como cantante, en los años 1970 Faith se dedicó a la gestión musical, trabajando con artistas como Leo Sayer, entre otros, y fue coproductor del primer álbum en solitario de Roger Daltrey, Daltrey.

### Carrera como actor
A la vez que cumplía su carrera musical, Faith hacía papeles de reparto en filmes como Beat Girl (1960) y Never Let Go (1960), así como dramas televisivos como la serie de Associated-Rediffusion/ITV No Hiding Place. En 1961 protagonizó la película What a Whopper, con Sid James, Spike Milligan, Wilfrid Brambell, Carole Lesley y otros conocidos intérpretes de la época. Una comedia escrita por Terry Nation, en ella Faith cantaba el tema titular "The Time Has Come". También tuvo un pequeño papel en What a Carve Up! (1961), con Sid James y Kenneth Connor.
En 1962 actuó junto a Donald Sinden y Anne Baxter en Mix Me a Person. Tras su salida en 1968 del sello EMI, se concentró en la actuación, particularmente en el teatro de repertorio. Tras varios pequeños papeles, obtuvo uno de mayor revelancia en la obra Night Must Fall, en la que actuaba Sybil Thorndike. En el otoño de 1969 fue primer actor en una producción de la pieza Billy Liar.
Además, Faith fue el protagonista de la serie televisiva de los años 1970 Budgie, acerca de un ex-convicto. 
Sin embargo, su carrera como actor declinó a partir de 1973 a causa de un accidente de tráfico en el cual casi perdió una pierna. Aun así, en 1974 actuó en Stardust junto a David Essex, siendo nominado a un Premio BAFTA. A pesar de dicho éxito, estuvo varios años sin actuar, y enfocó nuevamente su carrera en la música.
En 1980 actuó con Roger Daltrey en la cinta McVicar, y ese mismo año fue un mánager de un grupo de rock en Foxes, película en la cual Jodie Foster encarnaba a su hija.
Faith fue James Crane en el telefilm de 1985 Minder on the Orient Express, parte de la franquicia Minder. Entre 1992 y 1994 actuó en la serie Love Hurts, actuando junto a Zoë Wanamaker. En 2002 actuó en otra serie, The House That Jack Built, y en 2003 participó en un episodio de Murder in Mind.

### Últimos años
Faith se casó con Jackie Irving en 1967, y tuvieron una hija, Katya Faith, que fue productora televisiva.
En los años 1980 Faith trabajó como inversor y como asesor financiero, y en 1986 fue contratado como periodista financiero por el Daily Mail y The Mail on Sunday. Faith y su socio Paul Killik, fueron los principales inversores del canal televisivo Money Channel. Cuando el canal cerró en junio de 2002, Faith fue declarado en bancarrota, con una deuda de 32 millones de libras esterlinas.
En 1986, Faith fue sometido a cirugía cardíaca, y en 2003 enfermó tras una representación de la obra en gira Love and Marriage, en Stoke-on-Trent. El artista falleció al siguiente día, 8 de marzo, en el Royal Stoke University Hospital de dicha ciudad.

## Discografía
- 1960 : Adam
- 1962 : Adam Faith
- 1963 : From Adam with Love
- 1963 : For You
- 1964 : On the Move
- 1974 : I Survive
- 1993 : Midnight Postcards

## Filmografía
- 1959 : No Hiding Place (serie TV), episodio "Wheels of Fury"
- 1960 : Never Let Go, de John Guillermin
- 1960 : Beat Girl, de Edmond T. Gréville
- 1961 : What a Whopper, de Gilbert Gunn
- 1962 : Mix Me a Person, de Leslie Norman
- 1966 : Seven Deadly Sins (serie TV), episodio "In the Night"
- 1971-1972 : Budgie (serie TV), 26 episodios
- 1974 : Stardust, de Michael Apted
- 1977 : McCloud (serie TV), episodio "London Bridges"
- 1979 : Yesterday's Hero, de Neil Leifer
- 1980 : Foxes, de Adrian Lyne
- 1980 : McVicar, de Tom Clegg
- 1984 : Just Another Little Blues Song (telefilm)
- 1985 : Minder (serie TV), episodio "Minder on the Orient Express"
- 1992-1994 : Love Hurts (serie TV), 30 episodios
- 2002 : The House That Jack Built (serie TV), 6 episodios
- 2003 : Murder in Mind (serie TV), episodio "Contract"